# グアムATV協会
グアムATV協会（グアムATVきょうかい、ATV MOTOCROSS GUAM）は、全地形対応車に関する様々な業務を取り扱う公益法人である。
主な事業として、グアムで行われるATV、バギーの様々なレースの公認を行っている。

## 会員
ATVレーサーライセンス・審判員資格は会員以外取得出来ない。

## 大会
- グアムオフロードレース

## 関連団体
- 北海道ATV協会
- 日本ATV協会